# Scott Speedman
Robert Scott Speedman (Londen, 1 september 1975) is een Canadees acteur. Hij speelde onder meer Ben Covington in het televisiedrama Felicity en Michael Corvin in de Underworld-films.
Hij werd geboren in Londen, maar groeide op in Toronto, Canada. Later verhuisde hij naar Los Angeles. Daar nam hij Felicity op. Hij won een Saturn Award in de categorie "Het Gezicht van de Toekomst Award" voor zijn rol in Underworld.

## Filmografie
- 1997 - Kitchen Party - Scott
- 2001 - Felicity - Ben Covington
- 2003 - Underworld - Michael Corvin
- 2003 - My Life Without Me - Don
- 2003 - Dark Blue - Bobby Keough
- 2004 - The 24th Day - Tom
- 2005 - xXx: State of the Union - Agent Kyle Steele
- 2006 - Underworld: Evolution - Michael Corvin
- 2007 - Anamorph - Carl
- 2007 - Weirdsville - Dexter
- 2008 - The Strangers - James Hoyi
- 2011 - The Moth Diaries - Mr. Davies
- 2012 - The Vow - Jeremy
- 2014 - Barefoot - Jay Wheeler
- 2021 - You - Matthew Engler
- 2022 - Crimes of the Future - Lang Dotrice